# Aage Dons
Aage Dons (n. 19 august 1903, Frederikssund, Regiunea Hovedstaden, Danemarca – d. 20 octombrie 1993, Frederiksberg, Danemarca) a fost un scriitor danez.
În romanele sale, de subtilă investigația psihologică, evocă mediile intelectuale din Copenhaga.

## Opera
- 1935: Concertul ("Concerten");
- 1942: Slujitori credincioși ("Tro tjenerinde");
- 1948: Ferestre înghețate ("Frosten paa ruderne");
- 1949: Și totul a fost vis ("Og alt blev drøm");
- 1952: Timp mistuit ("Den svundne tid er ej forbi"), roman cu trăsături autobiografice, cea mai însemnată operă a sa.